# Santa Maria de Castelldefels
Santa Maria de Castelldefels és una església del municipi de Castelldefels (Baix Llobregat) inclosa en l'Inventari del Patrimoni Arquitectònic de Catalunya.

## Descripció
És una església de tres naus separades per pilars, amb un absis semicircular i una petita capella, també semicircular, dedicada a baptisteri, als peus de la nau esquerra.
El més significatiu de l'estructura és l'alçat de la nau central, amb una coberta a dues aigües sostinguda per unes especials encavallades de fusta, de disseny trilobat. La façana, de línies neoromàniques, va perdre el campanar, que ha estat substituït per una obra nova, de ferro, en contrast. A l'interior hi ha pintures de Serrasanta.

## Història

### Segle X
La primera menció de "Santa Maria de Castell de Félix" és de 966, quan Lobeto, fa una donació al cenobi. En 977 el vicari comtal Galí i la seva dona Ermengarda, pares de Guillem de Santmartí, fan una important donació al monestir. En aquest document es descriu que l'església tenia tres altars dedicats a Sant Joan Evangelista, Santa Maria i Sant Miquel més dos laterals dedicats a Sant Pere i Sant Pau. Abans de la presa d'Almansor es fan moltes donacions recollides a l'arxiu del monestir de Sant Cugat del Vallés.
En morir Galí, la seva dona, Ermengarda, com a marmessora del seu testament, tornarà a fer importants donacions al cenobi, entre aquestes es menciona un molí a La Sentiu que els havia venut una dona, na Savilo. Després de 985 els bens del monestir de Castelldefels passen al de Sant Cugat.
El 29 d’abril de 1011 el Comte Ramon Borrell ratificava les donacions fetes pels seus pares Borrell i Letgardis a Eramprunyà i de les que el monestir havia perdut les escriptures, entre aquestes hi ha  “la torre Eramprunyà al lloc anomenat Castell Félix on és edificada la basílica de Santa Maria amb els altars consagrats” i altres terres a Sant Clement, Gavà, la Sentiu i Sitges.
La vescomtesa Ermengarda, germana de Ramon Borrell i esposa de Geribert, fill del vescomte Guitard, donarà a Sant Cugat, segons consta al seu testament de 1029 (ó 1030 ), el blat de moro que té a Santa Maria de Castelldefels[15], el que sembla indicar que, si més no, l’activitat agrària entorn del monestir seguia endavant i que no tot era en mans del monestir de Sant Cugat.

### Segle XX
Amb la compra del Castell de Fels per part de la família Girona, l'antiga parròquia va perdre la seva funció. Per aquest motiu Manuel Girona va sufragar la construcció de la nova, iniciada el 1903 per Enric Sagnier i consagrada el 19 de setembre de 1909 pel bisbe Laguarda.
Fou incendiada l'any 1936 i serví de mercat públic. El 1948 s'inicia la seva reconstrucció, sota la direcció de l'arquitecte Nil Tusquets de Cabirol.